# Халльдоур Аусгримссон
Ха́лльдоур А́усгримссон (исл. Halldór Ásgrímsson; 8 сентября 1947, Вопнафьордюр — 18 мая 2015, Рейкьявик) — исландский политик, премьер-министр Исландии с 15 сентября 2004 до 15 июня 2006 года, министр иностранных дел страны с 23 апреля 1995 до 15 сентября 2004 года, лидер Прогрессивной партии в 1994—2006 годах.
Член Альтинга в 1974—1978 и 1979—2003 годах, министр рыболовства в 1983—1991 годах, юстиции и духовных дел в 1988—1989 годах, Северного сотрудничества в 1985—1987 и 1995—1999 года.
В 2004 году сменил Давида Оддсона на посту премьер-министра, в 2006 году ушёл в отставку после плохих результатов, показанных ПП на муниципальных выборах. С 31 октября 2006 года — генеральный секретарь Совета министров Северного совета.

## Награды
- Памятный знак за личный вклад в развитие трансатлантических отношений Литвы и по случаю приглашения Литовской Республики в НАТО (12 февраля 2003 года, Литва)[1]